# Août 1789

## Événements
- 1er août : 

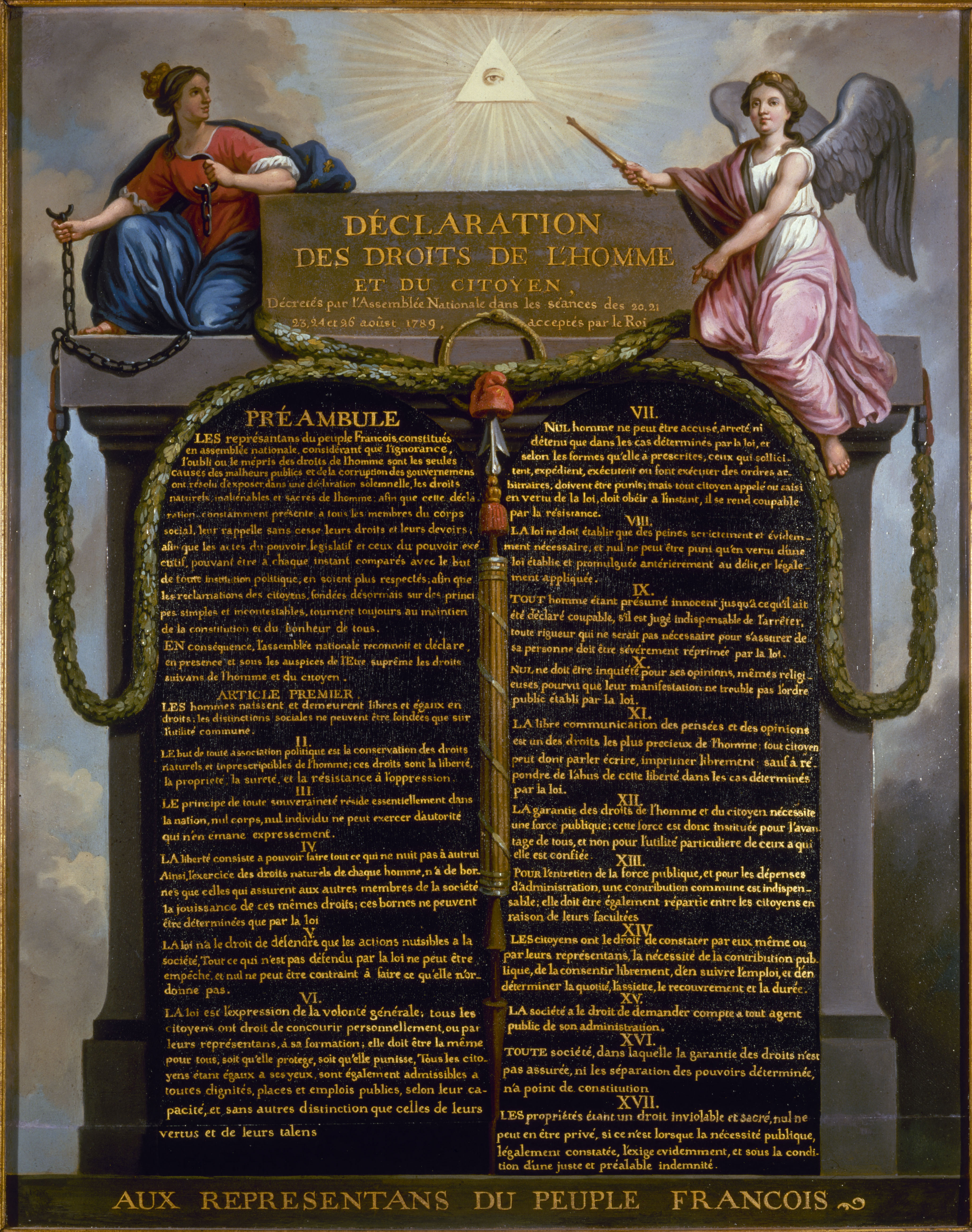
Déclaration des droits de l'homme et du citoyen de 1789

  - à l’approche de la Grande Peur, les communes de Puget et Roquesteron demandent des secours à Nice.
  - (21 juillet du calendrier julien) : victoire de Souvorov et du prince de Cobourg sur les Turcs à Focșani, en Moldavie[1].
- 3 août :
  - à Rouen, le peuple est incité à piller les demeures des riches par Bordier et Jourdan. Bordier, acteur du spectacle des Variétés-Amusantes, au Palais-Royal à Paris, sera arrêté le 5 et pendu le 29.
  - Le duc d'Aiguillon lança l'idée au Club breton d'une abolition des droits seigneuriaux.
- 4 août :
  - Abolition des privilèges de la noblesse et du clergé. Ces deux classes sociales se soumettent aux décisions du Tiers état.
  - Révolte à Liège. Le prince-évêque de Liège est chassé par un coup d’État de la bourgeoisie, soutenue par les travailleurs et les paysans. La féodalité est abolie.
- 7 août : 
  - Création du Département de la Guerre des États-Unis.
  - Le Congrès organise le Territoire du Nord-Ouest par l'Ordonnance du Nord-Ouest du 13 juillet 1787[2]. Ce territoire regroupe les États actuels de l'Illinois, de l'Indiana, du Michigan et du Wisconsin, ainsi que le nord-est du Minnesota et la majeure partie de l'Ohio.

- 9 août, France : émission d'un premier emprunt de trente millions lancé par Necker.
- 10 - 14 août, France : décret pour le rétablissement de l'ordre et de la tranquillité dans le royaume. L'armée à l'obligation de prêter serment à la Nation, au Roi et à la Loi[3].
- 14 août, France : Armand-Gaston Camus est nommé archiviste à la Commission des archives de l'Assemblée Constituante ; il sera à l'origine de la création des Archives nationales.
- 18 août : révolution liégeoise[4],[5]. Le prince-évêque de Liège est chassé par un coup d’État de la bourgeoisie, soutenue par les travailleurs et les paysans. La féodalité est abolie.
- 21 août : la Déclaration des Droits américaine est adoptée par la Chambre des représentants[6].
- 24 août : 
  - victoire russe  du prince de Nassau-Siegen sur la Suède à la bataille de Svensksund (en) dans le Golfe de Finlande[7].
  - France : proclamation de la liberté de la presse (suspendue en 1792).
- 26 août : lecture à l'Assemblée nationale de la Déclaration des Droits de l'homme et du Citoyen, qui doit servir de guide dans la rédaction de la Constitution (Mirabeau).
- 29 août : première représentation à Vienne avec l'ajout de deux airs pour le rôle de Suzanne.

## Naissances
- 21 août : Augustin Louis Cauchy (mort en 1857), mathématicien français.